# Alejandro González Velázquez
Alejandro González Velázquez (Madrid, 27 de febrer de 1719-ibidem, 21 de gener de 1772) fou un pintor i arquitecte espanyol.

## Biografia

### Família
Fill de l'escultor Pablo González Velázquez i d'Ana Virete, ambdós naturals de la vila de Madrid. Era germà dels pintors Luis i Antonio González Velázquez. Es casà amb Isabel González, amb qui va tenir dues filles i un fill, José Antonio, que fou deixeble seu i arribà a ser professor d'arquitectura i que per ordre reial passà a la ciutat de Mèxic com a director de l'Acadèmia de Belles Arts de San Carlos.

### Vida
Estudià com a deixeble a la Junta Preparatòria del que seria posteriorment la Reial Acadèmia de Belles Arts de San Fernando, establerta el 1752. Des del 19 anys treballà pintant les decoracions de totes les representacions d'òpera que es van fer teatre del Palau del Buen Retiro, obres en les quals va destacar molt, i el 1744 passa a La Granja de San Ildefonso, on es dedicà a les obres al fresc aplicant la perspectiva a diverses sales del palau. Des d'allà marxà al Palau d'Aranjuez, on va estar tres anys treballant en l'elaboració dels plans generals il·luminats de les obres que es van fer al reial lloc i que, més tard, va signar Santiago Bonavía. De tornada Madrid, va treballar pintant els dormitoris del rei i la reina del nou Palau Reial, a més d'encarregar-se de diversos ornamentacions a les esglésies que estaven pintant els seus germans Luis i Antonio.
Des del mateix establiment de l'Acadèmia de San Fernando, González hi entrà a formar-ne part com a Tinent Director d'Arquitectura el 12 d'abril de 1752. Gràcies als seus progressos en pintura, el 13 d'abril de 1762 obtingué la tinença de Pintura. Tingué molts deixebles en la pràctica de la perspectiva, disciplina que considerava imprescindible en l'execució dels tres arts, i amb l'aprovació del rei va ser nomenat director i mestre d'aquesta tècnica el 3 de maig de 1766.
Morí a Madrid el 21 de gener de 1772.

### Obra
A nivell arquitectònic tenia un particular talent per les ornamentacions, feu diversos altars, entre ells el de San Francisco de Borja de la Casa Profesa, el de la Mare de Déu del Roser a l'església de Santo Tomás, a més dels del convent de Santa Ana i l'església dels Alpajés a la localitat d'Aranjuez. A nivell pictòric, feu retaules a diverses esglésies, a més de la decoració pictòrica de voltes i petxines, alguns d'ells que no es conservaren amb el temps. D'altra banda, amb els seus germans pintaria diverses obres, especialment amb Luis, que li era més pròxim en edat, com la cúpula de l'església, la capelles de Santa Teresa i Sant Bru al convent de carmelites descalços de Madrid, entre altres obres religioses. Tots tres germans pintaren al fresc junts les voltes i petxines dels convents de les Salesas Reales, de l'Encarnación, les Descalces, Santa Ana i la parròquia dels Sants Just i Pastor.